# Carl Fredrik von Liewen
Carl Fredrik von Liewen, född 13 januari 1721, död 25 mars 1763 i Stockholm, var en svensk greve och militär.

## Biografi[1]
Carl Fredrik von Liewen föddes 1721 som son till greve Hans Henrik von Liewen och dennes andra hustru Magdalena Juliana von Tiesenhausen; han var bror till Hans Henrik von Liewen den yngre. Carl Fredrik von Liewen gick in som volontär vid Livgardet 1731 och han inskrevs den 7 november 1733 som student vid Lunds universitet. Han blev underofficer vid Bousquets regemente 1733 samt utnämnd till fänrik vid samma regemente 1737. Han utnämndes till kapten vid Hamiltonska regementet 1741. 1744 reste han till Frankrike och gick där i fransk tjänst och blev adjutant hos marskalken Moritz, greve av Sachsen. Han deltog därmed i Österrikiska tronföljdskriget, troligen även vid Slaget vid Fontenoy där Moritz vann en förkrossande seger.
Han återkom till Sverige 1747 och blev överadjutant hos riksrådet och generalguvernören över Finland, Gustaf Fredrik von Rosen. Han blev även befordrad till major vid sitt svenska regemente den 3 juni samma år. Han utnämndes till överstelöjtnant vid regementet den 26 september 1749, den 14 december 1757 fick han samma tjänst vid Dalregementet för att den 24 augusti 1761 utnämnas till överste och chef för Prins Fredrik Adolfs regemente, Hamiltons regemente som nu bytt namn. Han dog ogift i Stockholm 1763.

## Utmärkelser
- Riddare av Svärdsorden - 17 april 1750